# HTV-5
HTV-5 (inna nazwa Kounotori 5) – misja statku transportowego H-II Transfer Vehicle (HTV), wykonana przez JAXA w celu zaopatrzenia Międzynarodowej Stacji Kosmicznej.

## Przebieg misji
Rozpoczęcie misji miało nastąpić 16 sierpnia 2015 roku o 13:01 UTC, jednak złe warunki atmosferyczne doprowadziły do przesunięcia startu o jeden dzień. Kolejnego dnia okazało się, że warunki w dalszym ciągu nie były odpowiednie, co poskutkowało dalszym opóźnieniem.
Start misji nastąpił ostatecznie 19 sierpnia 2015 roku o 11:50:49 czasu UTC. Rakieta nośna H-IIB wystartowała ze statkiem HTV-5 z kompleksu startowego Yoshinobu Centrum Lotów Kosmicznych Tanegashima. Kounotori 5 zbliżył się do ISS 24 sierpnia 2015 i o 10:28 UTC został uchwycony przez mechaniczne ramię Canadarm2. Następnie został on przyciągnięty do portu dokującego w module Harmony i o 17:28 UTC nastąpiło jego cumowanie do stacji.
25 sierpnia 2015 o 02:27 UTC wysunięto przy pomocy Canadarm2 platformę transportową z niehermetycznej ładowni Kounotori 5. Następnie manipulator przesunął ją w pobliże modułu Kibō, gdzie została ona przejęta przez ramię JEMRMS i zamontowana na zewnętrznej instalacji badawczej. Tego samego dnia o 14:29 UTC manipulator JEMRMS przeniósł z platformy transportowej HTV-5 na zewnętrzną instalację badawczą Kibō teleskop CALET służący do badania promieniowania gamma.
15 września 2015 roku manipulator JEMRMS przekazał platformę transportową Canadarm2, który wsunął ją z powrotem do ładowni HTV-5 o 14:41 UTC.
Kounotori 5 pozostał zadokowany do ISS przez 34 dni, po czym odłączył się od stacji 28 września 2015 o 11:12 UTC. Następnie został on odciągnięty od ISS przez Canadarm2 i miał zostać wypuszczony o 15:20 UTC, jednak procedurę wstrzymano w związku z anomalią manipulatora. Ostatecznie HTV-5 został wypuszczony o 16:53 UTC. Po oddaleniu się od stacji rozpoczęto manewr jego kontrolowanej deorbitacji, w wyniku czego statek spłonął w atmosferze 29 września 2015 roku o 20:33 UTC nad Pacyfikiem.

## Ładunek
Statek HTV-5 wyniósł na orbitę ładunek o masie 5500 kg. W sekcji hermetycznej znajdowało się 4500 kg zaopatrzenia, w tym:
- urządzenie do badań nad starzeniem się myszy dla laboratorium Kibō - Mouse Habitat Unit (MHU),
- urządzenie do badań temperatury topnienia materiałów powyżej 2000 °C - Electrostatic Levitation Furnace (ELF),
- mały regał wielofunkcyjny - Multi-purpose Small Payload Rack (MSPR-2),
- urządzenie do przeprowadzania eksperymentów z wykorzystaniem śluzy powietrznej w module Kibō - Exposed Experiment Handrail Attachment Mechanism (ExHAM-2),
- 18 satelitów typu CubeSat do wypuszczenia w otwartą przestrzeń kosmiczną z pokładu przy wykorzystaniu specjalnego dyspensera,
- próbki do badań naukowych,
- pompy i filtry do systemu odzyskiwania wody,
- pożywienie i woda pitna dla załogi,
- system SAFER wykorzystywany na wypadek odpięcia się astronauty od stacji podczas spaceru kosmicznego,
- zapasowy system zasilania w energię elektryczną urządzeń znajdujących się na instalacji zewnętrznej modułu Kibō.

W ładowni niehermetycznej Kounotori 5 znajdował się ważący 1000 kg teleskop CALET.
Po rozładowaniu statku HTV-5 został on wypełniony śmieciami i niepotrzebnymi sprzętami. W ładowni niehermetycznej Kounotori 5 umieszczono kilka niepotrzebnych urządzeń badawczych, które działały na zewnątrz stacji, w tym STP-H4 dostarczone podczas misji HTV-4. Wszystkie te przedmioty spłonęły wraz ze statkiem podczas jego wchodzenia w atmosferę.

## Galeria

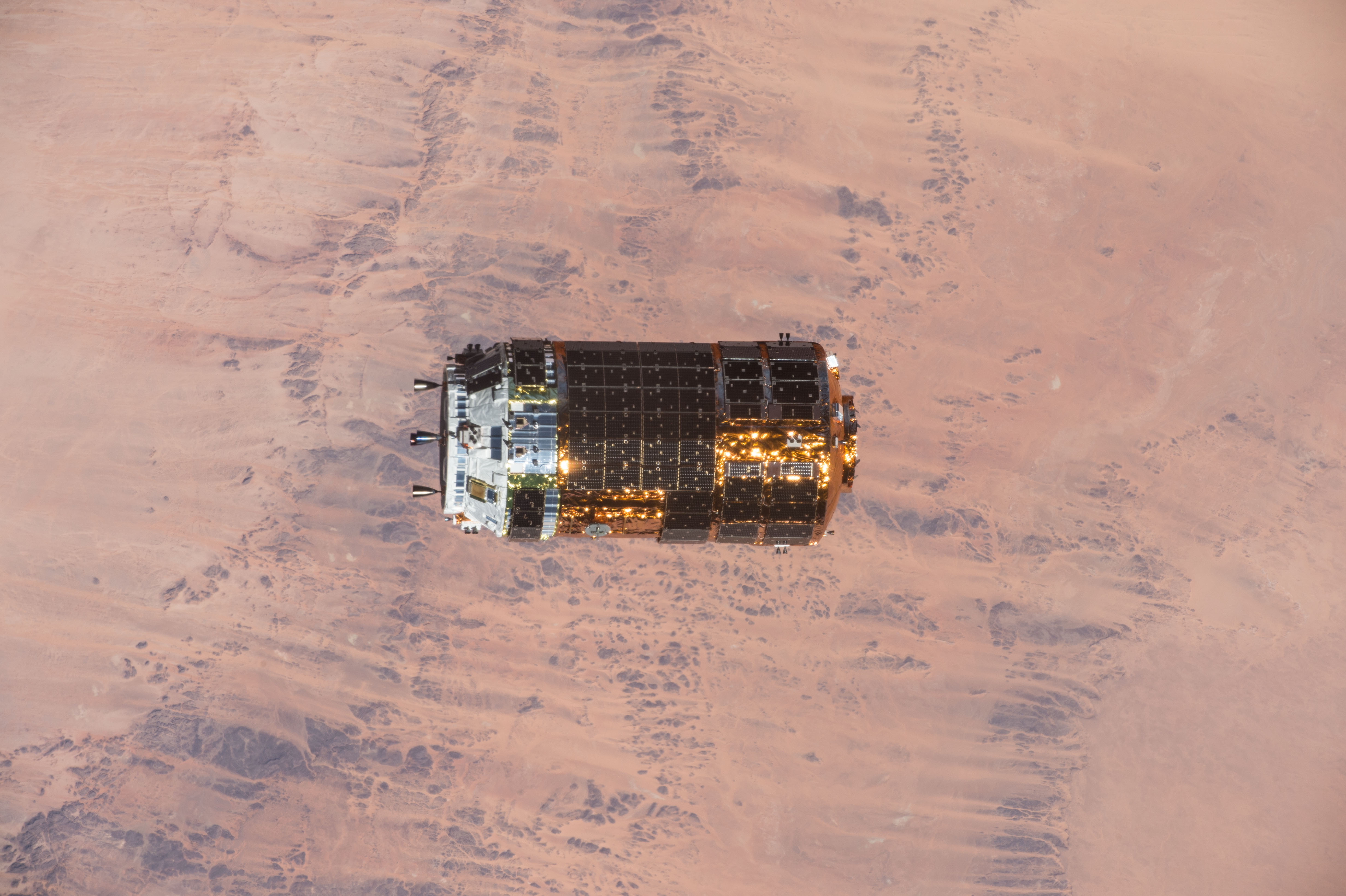
Kounotori 5 zbliżający się do stacji
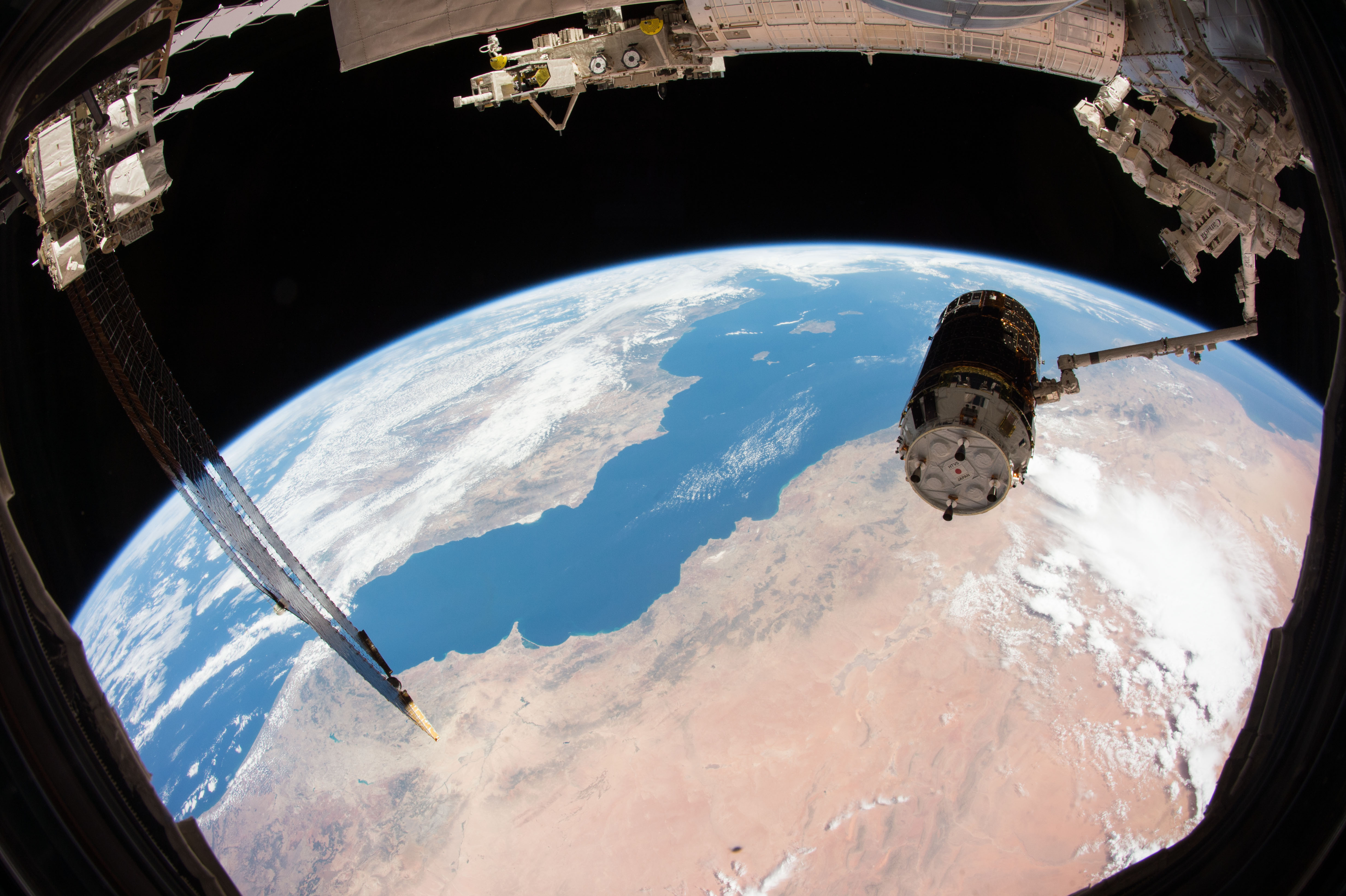
HTV-5 uchwycony przez Canadarm2
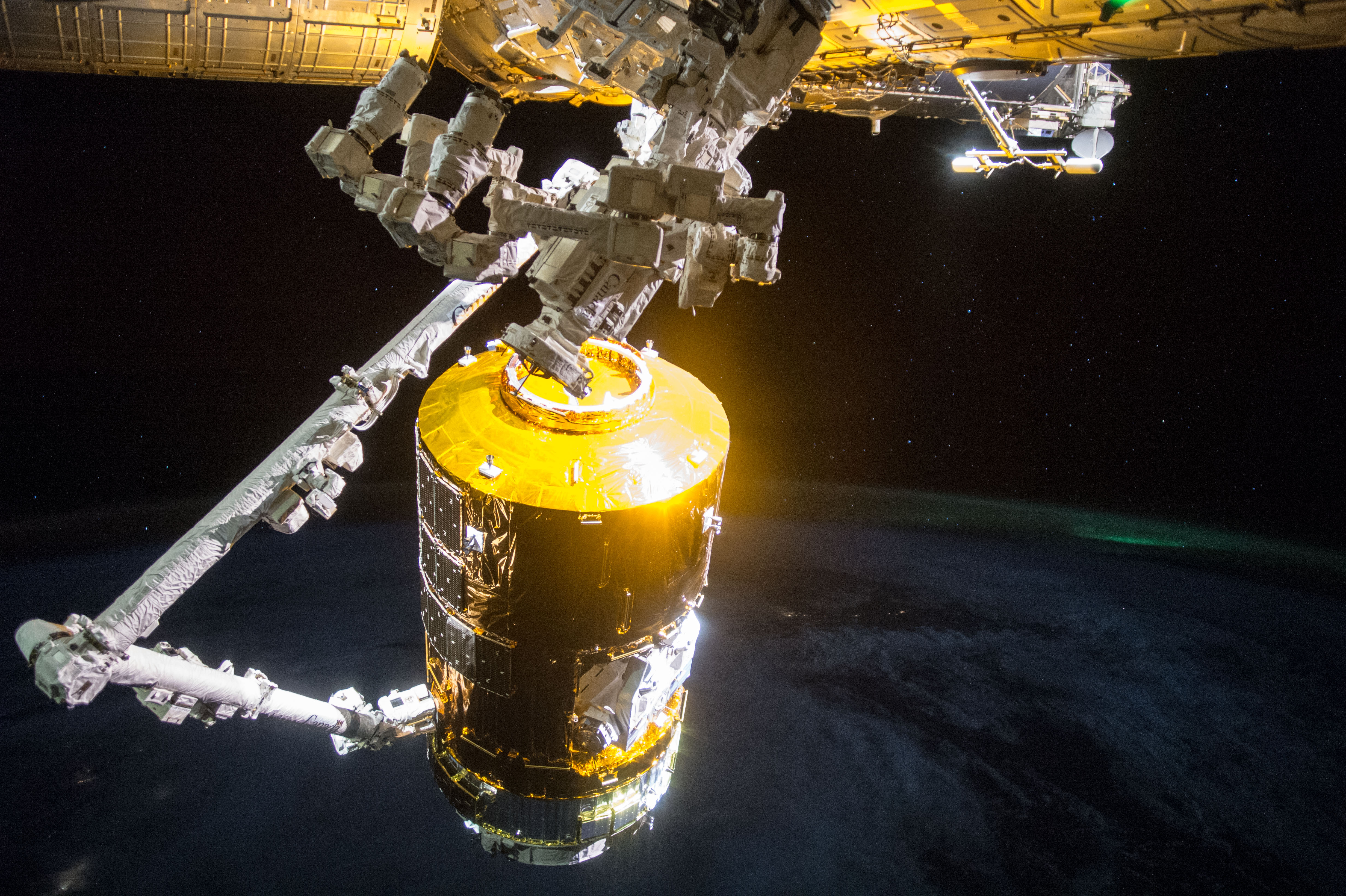
HTV-5 przyciągany do portu cumowniczego przez Canadarm2
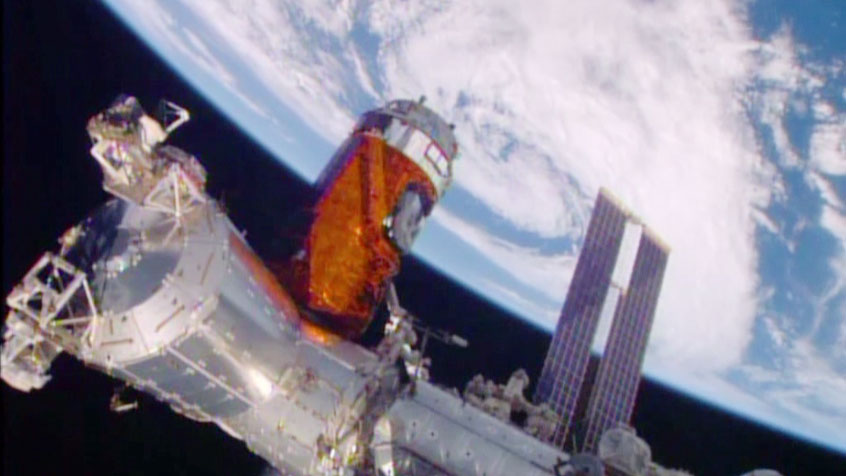
Statek HTV-5 zadokowany do modułu Harmony
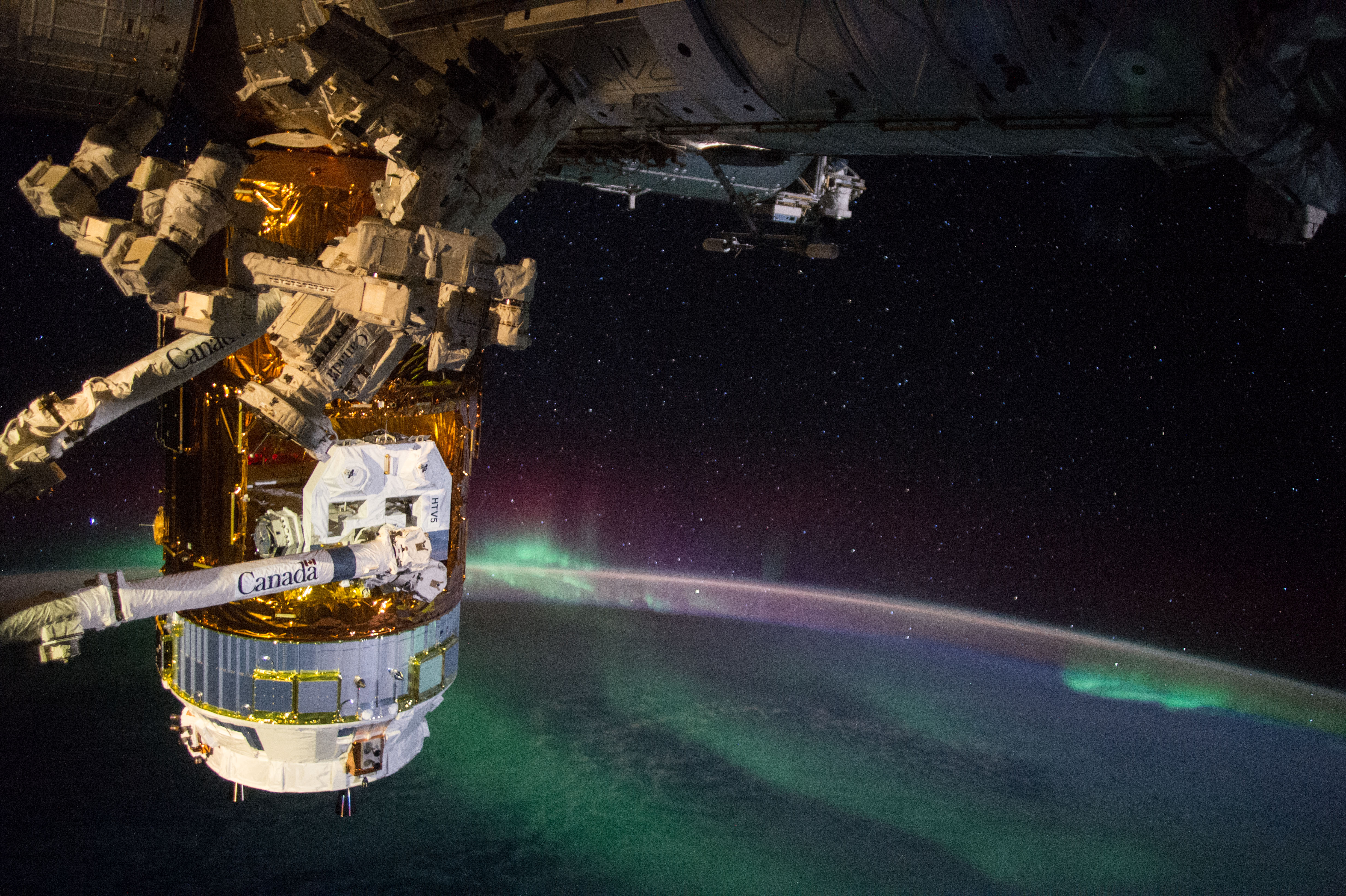
Canadarm2 wysuwa platformę z ładowni niehermetycznej Kounotori 5
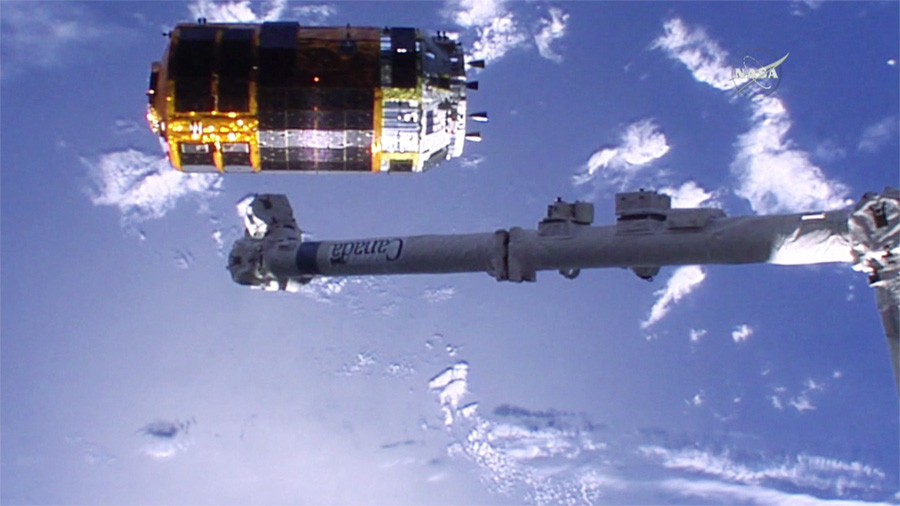
HTV-5 po wypuszczeniu przez Canadarm2